# Lacuna carinata
Lacuna carinata är en snäckart som beskrevs av Gould 1848. Lacuna carinata ingår i släktet Lacuna och familjen strandsnäckor. Inga underarter finns listade i Catalogue of Life.